# アルトドルフ (ウーリ州)
アルトドルフ (Altdorf) は、スイスのウーリ州にある基礎自治体（アインヴォーナーゲマインデ）で同州の州都。ロイス川のほとりに位置する。

## 歴史
アルトドルフに人が居住していた最も古い証拠は、紀元前3世紀以降のラテーヌ文化期のブロンズ手斧や鉄製道具がある。初期の居住者は森に住みつき、ロイス川の土手の方に居住地を拡大していった。ロイス川が定期的に氾濫を起こすと、低地にあった居住区は破壊され、住民は元の古い町に戻った。このことが古い町を意味するアルトドルフの名前の由来になった可能性がある。 
ローマ帝国崩壊後の7世紀、ガロ・ローマ文化圏に属していたアルトドルフの人々は、ゲルマン系のアレマン人と混ざり始めた。これを示す最も古い証拠は、市内のサン・マルティン教会にある、西暦670年から680年の武装した騎手の墓である。
アルトドルフの地名は、ヴィルヘルム（ウィリアム）・テル伝説でテルが息子の頭の上のリンゴを射抜いた場所として、最もよく知られている。マルクト広場で起きた出来事とされていて、そこには1895年にウィリアム・テルと息子の精巧なブロンズ像が建てられた。1899年には市の中心部近くに、フリードリヒ・フォン・シラーの戯曲『ヴィルヘルム・テル』を上演するために、劇場が開館した。